# Macroclinium robustum
Macroclinium robustum är en orkidéart som beskrevs av Franco Pupulin och Mora-ret. Macroclinium robustum ingår i släktet Macroclinium och familjen orkidéer.
Artens utbredningsområde är Costa Rica. Inga underarter finns listade i Catalogue of Life.

## Bildgalleri

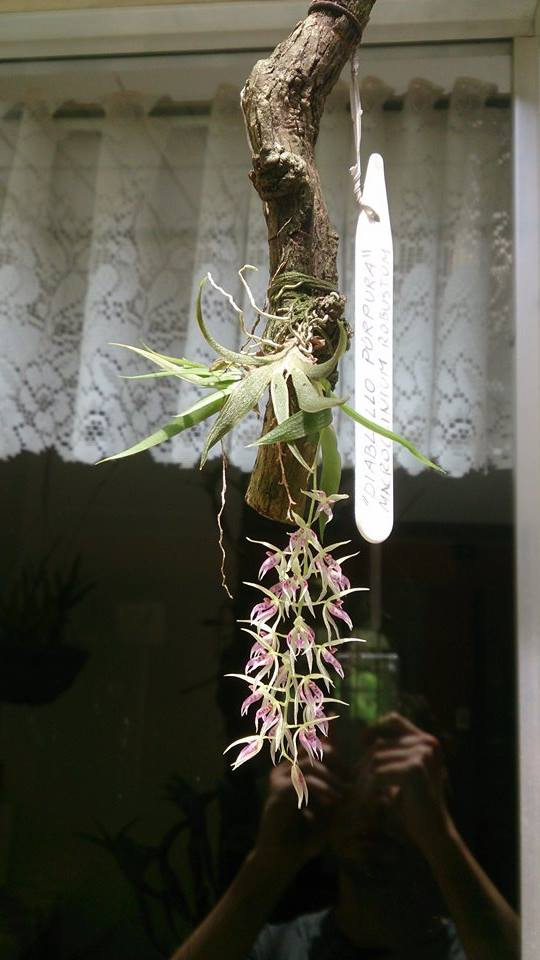